# Edward Fenech Adami
Edward Fenech Adami, mer känd som Eddie, född 7 februari 1934 i Birkirkara, Malta, är en maltesisk politiker och statsman, kristdemokrat, Nationalistpartiet (Partit Nazzjonalista) - Kristna Demokrater (PN-CD). Han var Maltas president mellan 2004 och 2009. Han var regeringschef och premiärminister i två perioder: 1987-1996 och 1998-2004, oppositionsledare 1996-1998, partiledare 1977-2004, ledamot av parlamentet 1969-2004 samt vice ordförande för Kristdemokratiska Europafederationen (EUCD) 1985-1990 (efterträdde Garret FitzGerald). Adami är en ivrig anhängare till EU och en aktiv politik för en internationell rättsordning byggd på mänskliga rättigheter och marknadsekonomi. Adami är jurist och advokat. Verksam som chefredaktör 1962-1969. Adami anses av många maltesare vara upphovsman till det moderna internationellt inriktade Malta. Adami ingick äktenskap med Mary (född Sciberras) 1965. Paret Adami har fem barn.

## Bakgrund
Fenech Adami föddes 1934 i Maltas största stad Birkirkara. Hans far, Luigi Fenech Adami var tulltjänsteman och Josephine Pace var en berömd textilkonstnär. Adami blev utbildad på en jesuitskola: St Aloysisus College, Birkirkara och University of Malta, där han studerade först ekonomi, därefter klassiska studier (latin, grekiska och filosofi) och avslutade med juridik och avlade en juristexamen med inriktning på internationell rätt 1959 och blev medlem av advokatsamfundet. 1964 fick Admai en doktorsexamen i juridik. 1962 - 1969 var Adami chefredaktör för en politisk veckotidning: Il Poplu. Han gifte sig år 1965 med Mary (född Sciberras), verksam som lärare i socialvetenskap vid Maltas socialhögskola. Paret Adami har fem barn, fyra söner och en dotter.  

## Politiker
Fenech-Adami blev medlem av Nationalistpartiet (PN) 1960 (som då saknade Kristna Demokrater i sitt namn), som han ansåg var ett nödvändigt icke socialistiskt alternativ till Arbetarpartiet, som då dominerade landets politik. Arbetarpartiet hade radikaliserats under dåvarande premiärminister Dom Mintoff. Arbetarpartiet hade förstatligat flera större företag, aviserat att säga upp försvarsavtalet med Storbritannien, att flottbasen skulle stängas, att Malta skulle lämna samväldet, iaktta en sträng neutralitet och inleda ett närmare samarbete med sina Nordafrikanska grannar som till exempel Libyen och Egypten. Adami blev vice partisekreterare 1962, invald i parlamentet 1969, utsågs till partisekreterare 1971 och efterträdde Georg Borg-Oliver som partiledare 1977.
Adami ansåg att Malta skulle slå vakt om sitt europeiska kulturarv, stanna kvar i samväldet, bli medlem av Europarådet och liberalisera sin ekonomi, satsa på en privat tjänstesektor och utveckla sitt utbildningsväsen. Adami gav uttryck för att Nationalistpartiet behövde förändras från ett konservativt nationalistparti och bredda sin väljarbas genom en aktiv socialpolitik. Adami tog strid med partiets traditionella maktelit med rötter i den del av självständighetsrörelsen som strävade efter frigörelse från Storbritannien och ett närmade till Italien. Enligt Adami skulle partiet i stället omvandlas till ett kristdemokratiskt folkparti med en center- mittenprofil och förbättra sin relation med katolska kyrkan. För att lyckas uppnå sina mål inledde Adami en medveten karriär genom att ta makten om partiets administration och bygga upp ett brett kontaktnät inom olika samhällssektorer. 1982 beslutade Nationalistpartiet efter en hård intern debatt att lägga till Kristna Demokrater till sitt namn. Adami lyckades inte få partiet att slopa namnet Nationalistpartiet, men fick igenom att PN skulle lämna de konservativa partiernas Europa organisation (EDU) och i stället ansluta sig till den kristdemokratiska internationalen CDI och dess Europafederation EUCD. Mellan 1985 och 1990 var Adami vice ordförande för EUCD och strävade medvetet efter att förbättra Maltas relationer med Storbritannien och övriga länder inom samväldet. Adami tog initiativ till att bilda en europarörelse och började efter sin utnämning till partiledare att driva frågan om Maltas medlemskap i EU.

## Premiärminister och president
Under Fenech Adamis första period som premiärminister, 1987-1996, genomgick en Malta en stor förändring. En satsning på att bygga upp landets infrastruktur och högre utbildning genomfördes med hjälp av utländsk finansiering, handel och ekonomi liberaliserades, telekommunikationer och finansiella tjänster avreglerades och privatiserades. Ansökan om medlemskap i EEC (dagens EU) lämnades in 1990 och ett samverkansavtal med EEC skrivs under.
1982 vann PN valet och fick egen majoritet i parlamentet. Mellan 1987 och 1992 var Adami beroende av stöd av några partilösa ledamöter. Mellan 1996 och 1998 var Adami oppositionsledare. PN hade förlorat valet 1996 på grund av ett impopulärt förslag om en förändring av mervärdesskatt. Adami återkom i regeringsställning efter ett nyval som Arbetarpartiet hade tvingas utlysa på grund av inre motsättningar om partiets framtida politik. 1998 lämnade Malta in ansökan om medlemskap i EU, Arbetarpartiet hade återtagit ansökan från 1990 och sagt upp avtalet med EU. 
Medlemskapsförhandlingarna med EU avslutades december 2002 och blev konfirmerad genom en folkomröstning 2003 och ett parlamentsval april 2003 där PN behöll lyckades behålla regeringsmakten trots en tillbakagång. Några dagar senare, den 16 april 2003 skrev Adami under Maltas medlemsavtal.
Den 7 februari 2004 avgick Fenech Adami som partiledare. Den 23 mars 2004 avgick Adami som premiärminister och lämnade sin plats i parlamentet. Han efterträddes, på både dessa poster, av finansminister Lawrence Gonzi. Den 4 april 2004 utsåg parlamentet Adami till landets president efter Guido di Marco. En post med i huvudsak ceremoniella uppgifter. Adami angav sin ålder (70 år), partiets valförlust och att han hade uppnått sitt främsta politiska mål att föra Malta in i EU, som skäl för att lämna sina uppdrag.

## Utmärkelser
- 1990 Fick Adami den kungliga utmärkelsen: The Order of Merit av Drottning Elisabeth II.
- 1996 Hedersdoktor i juridik vid Victoria University, Melbourne Australien.
- 2003 blev Fenech Adami utsedd till Årets Europé av den Brysselbaserade tidningen European Voice.
- 2004 blev Adami hedersmedlem av den internationella Raoul Wallenbergs Stiftelsen.